# Bosduivel
De bosduivel (Ateles paniscus), ook wel kwatta of zwarte slingeraap genoemd, is een van de zeven soorten slingerapen die in Zuid-Amerika voorkomen. De wetenschappelijke naam van de soort werd in 1758 als Simia paniscus gepubliceerd door Carl Linnaeus.

## Kenmerken
Dit tenger gebouwde dier heeft een zwarte of bruine vacht van draadvormig haar, echter zonder wollige ondervacht. De lange staart, met aan het uiteinde een kale plek van ongeveer 8 cm, is overdekt met rimpels en richels en heeft een lengte, die varieert van 60 tot 90 cm. Deze 'vijfde hand' wordt gebruikt om iets stevig vast te grijpen. De lichaamslengte varieert van 40 tot 60 cm.

## Leefwijze

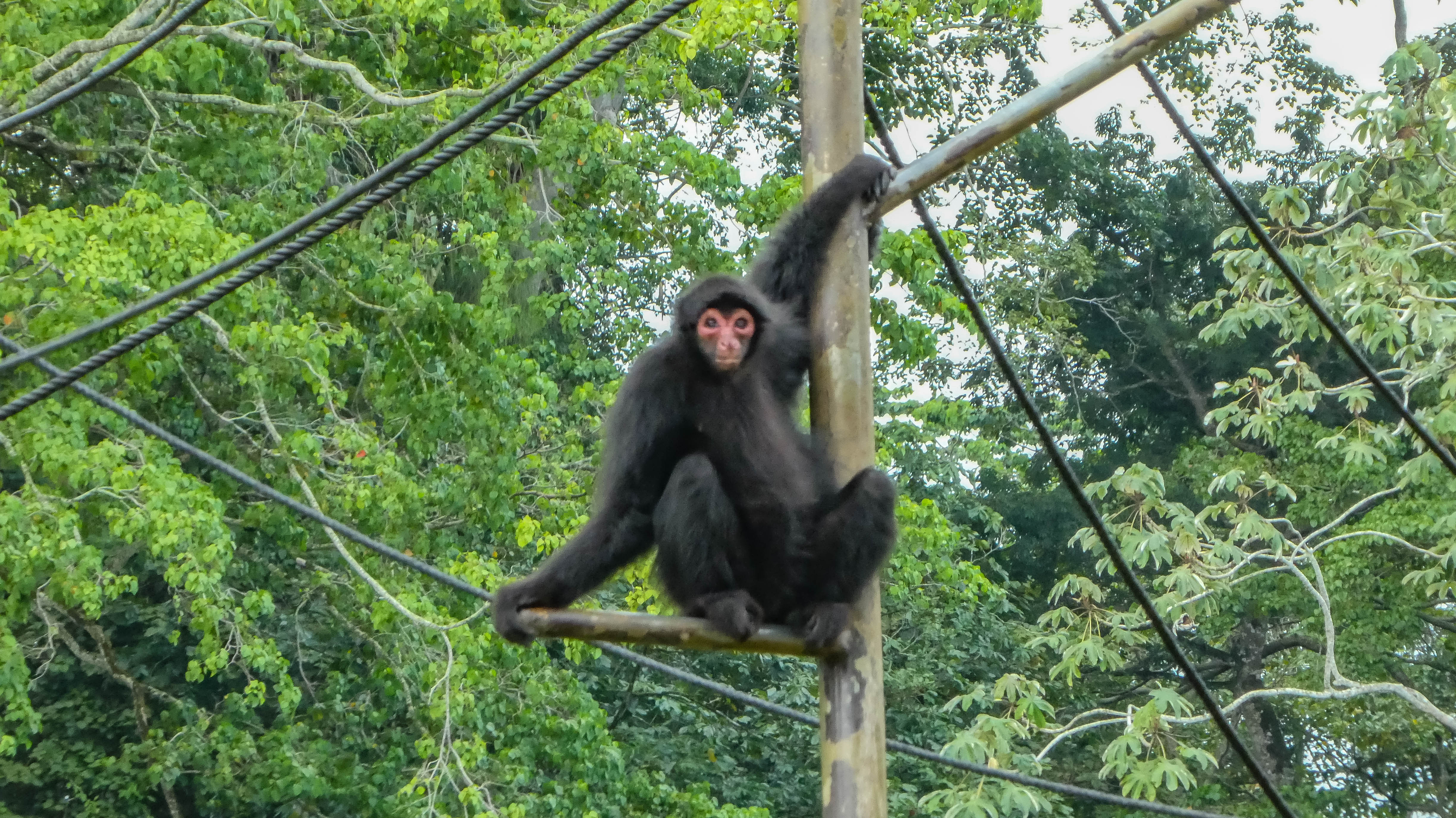
Bosduivel

Zijn gevarieerde voedsel haalt hij bijna uitsluitend van de exotische planten die in de boomkronen van het woud groeien. De bosduivel heeft uitgesproken lange, slanke ledematen en een nog langere grijpstaart. Zodoende heeft hij een grote behendigheid bij het klimmen in bomen; deze behendigheid wordt onder de primaten slechts door de gibbon overtroffen. Ze kunnen met een sprong een grote afstand overbruggen van 8 tot 9 meter, maar ze kunnen zich ook wel 6 tot 10 meter naar beneden laten vallen.
Als het enigszins mogelijk is, gebruikt de bosduivel bij het lopen door het kronendak alle vier zijn poten. Op plaatsen waar de bomen verder uit elkaar staan, springt en slingert hij zich van boom tot boom. Hij kan zich zo, hangend aan zijn armen, van de ene naar de andere boom slingeren omdat hij uitermate beweeglijk is in zijn schoudergewrichten. Men ziet de bosduivel maar zelden op de bosbodem. Als hij zich op de grond ophoudt, dan loopt hij rechtop op twee benen en houdt zijn staart achter zijn rug recht omhoog.
De bosduivel leeft in losse, sociale groepen waarvan de grootte afhankelijk is van de levensomstandigheden ter plaatse. Gemiddeld leven er in de wouden ongeveer twaalf bosduivels per vierkante kilometer. Als er voedsel in overvloed is, kan het aantal oplopen tot honderd.
Binnen iedere groep leven volwassen mannetjes volgens een bepaalde rangorde naast elkaar.

## Voortplanting
De vrouwtjes kunnen in ieder jaargetijde drachtig worden.
Het duurt relatief lang voordat de bosduivel geslachtsrijp is: vijf jaar bij het mannetje, vier jaar bij het vrouwtje. Vanaf dat moment wordt het vrouwtje iedere 24 tot 27 dagen bronstig. In die periode kan zij met het genegen mannetje van haar groep paren. Volwassen mannetjes paren met meer dan één vrouwtje uit hun groep; er vormen zich onder de bosduivels geen paartjes voor het leven.
De apenbaby komt 30 weken na de paring ter wereld. Hij weegt bij zijn geboorte ongeveer 600 gram. De eerste vier maanden van zijn leven maakt hij de strooptochten naar voedsel die zijn moeder onderneemt mee, terwijl hij zich vastgeklemd houdt aan haar buik. Zodra hij wat groter is, rijdt hij op haar rug mee, waarbij hij zijn staart om het lichaam van zijn moeder geslingerd houdt.
De langdurige verzorging en bescherming van het ouderdier, maakt dat de meeste jonge bosduivels overleven en volwassen worden.